# Агнимитра
Агними́тра (санскр. अग्निमित्र) — правитель империи Шунга с 149 года до н. э. по 141 год до н. э. в Северной Индии.
Ваю-пурана и Брахманда-пурана определяют длительность его правления 8ми годами.

## Биография

### Происхождение и молодость
Калидаса в произведении Малавикагнимитрам (акт IV, стих 14) написал, что Агнимитра принадлежал к семье Баимбика, пураны же называют его «Шунга». Малавикагнимитрам (акт V, стих 20) информирует нас, что во время правления отца он был «Гоптри» (наместником царя) в Видише. Также из данного произведения можно узнать имена трех жен Агнимитры: Дхарини (мать четвёртого царя Шунга, Васумитры), Иравати и Малавика (царевна Видарбхи).

### Война с Видарбхой
Согласно Малавикагнимитрам (акт I, стихи 6-8 and акт V, стихи 13-14), при Агнимитре вспыхнула война между Шунгами и пограничной Видарбхой. Ещё до возвышения Шунгов, Видарбха стала независимой от империи Маурья, когда бывший министр («сачива») посадил своего шурина Яджнасену на трон. Мадхавасена, двоюродный брат Яджнасены, попросил Агнимитру помочь ему свергнуть кузена, но во время пересечения границы Видарбхи был схвачен и заключен в тюрьму.
Агнимитра потребовал выпустить Мадхавасену, Яджнасена взамен просил отпустить бывшего министра Маурьев, схваченного ранее Агнимитрой. Вместо этого Агнимитра вторгся в Видарбху. Яджнасена потерпел поражение и был вынужден разделить Видарбху с Мадхавасеной. Они оба признали сюзеренитет правителей Шунга.